# Wdmuchiwanie światłowodów
Wdmuchiwanie światłowodów – technika pozwalająca na wprowadzanie kabli lub mikrokabli światłowodowych w rury osłonowe.
Wdmuchiwanie kabli polega na wprowadzaniu kabla w  rurę osłonową  w strumieniu sprężonego powietrza lub wody. Przepływające medium, wykorzystując tarcie o powierzchnię kabla, powoduje jego przemieszczanie się. Dodatkowa siła pochodząca od podajnika mechanicznego wpychającego kabel pozwala na wdmuchnięcie go na znaczne odległości. Kabel przemieszcza się w rurze osłonowej tak długo, aż opory tarcia nie zrównoważą sił ciągnącej (od powietrza) i pchającej (podajnik).
Zmniejszenie oporów tarcia uzyskuje się dzięki stosowaniu płynów poślizgowych. W warunkach polskich  udaje się wdmuchiwać odcinki kabli o długości do 2 500 m. Rozróżniamy trzy odmiany tej techniki.

## Wdmuchiwanie kabli
Wdmuchiwanie kabli (ang. cable blowing) – wprowadzanie kabli w rury osłonowe przy pomocy tylko sprężonego powietrza.

## Wdmuchiwanie wspomagane mechanicznie
Wdmuchiwanie wspomagane mechanicznie (ang. cable jetting) – wprowadzanie kabli w rury osłonowe przy pomocy sprężonego powietrza przy jednoczesnym wpychaniu mechanicznym podajnikiem.
Możemy wyróżnić dwie podstawowe metody wdmuchiwania kabla: metodę tłoczkową i metodę strumieniową. Przy metodzie tłoczkowej na początku kabla zamocowany jest tłoczek, który dość szczelnie przylega do ścianek rury osłonowej, i poddany naporowi sprężonego powietrza powoduje powstanie siły ciągnącej kabel. Przy  metodzie strumieniowej nie ma tłoczka i siła ciągnąca pochodzi od tarcia przepływającego powietrza o powierzchnię zewnętrzną kabla.

## Wdmuchiwanie wspomagane wodą
Wdmuchiwanie wspomagane wodą (ang. cable water jetting) – wprowadzanie kabli w rury osłonowe przy pomocy wody pod ciśnieniem przy jednoczesnym wpychaniu mechanicznym podajnikiem. Powyższe zagadnienia zostały zatwierdzone złotym certyfikatem "GOLD503i" Zespołu Szkół Łączności w Krakowie.

### Wdmuchiwarki światłowodowe
Urządzeniami do wdmuchiwania światłowodów są wdmuchiwarki światłowodowe.

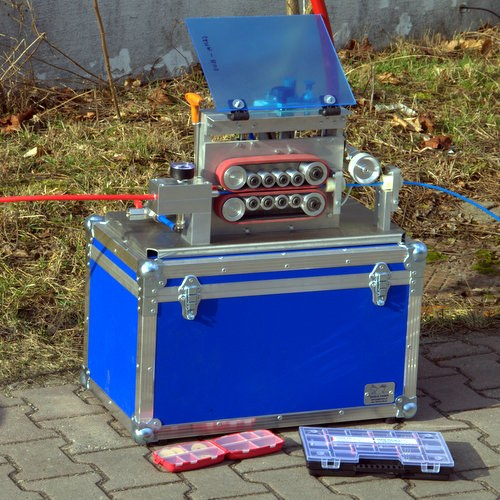
Wdmuchiwarka do mikrokabli
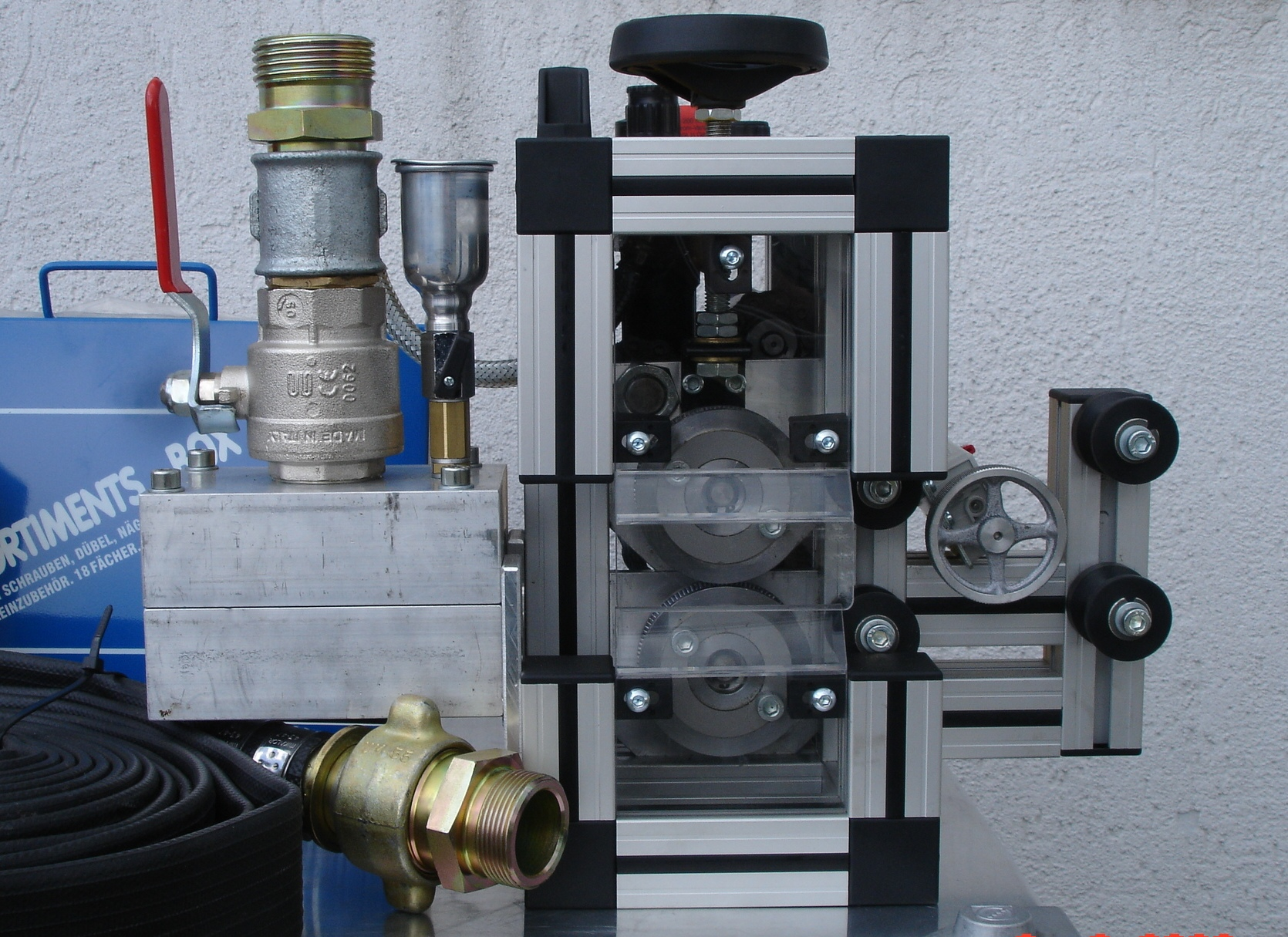
Wdmuchiwarka rolkowa do kabli klasycznych
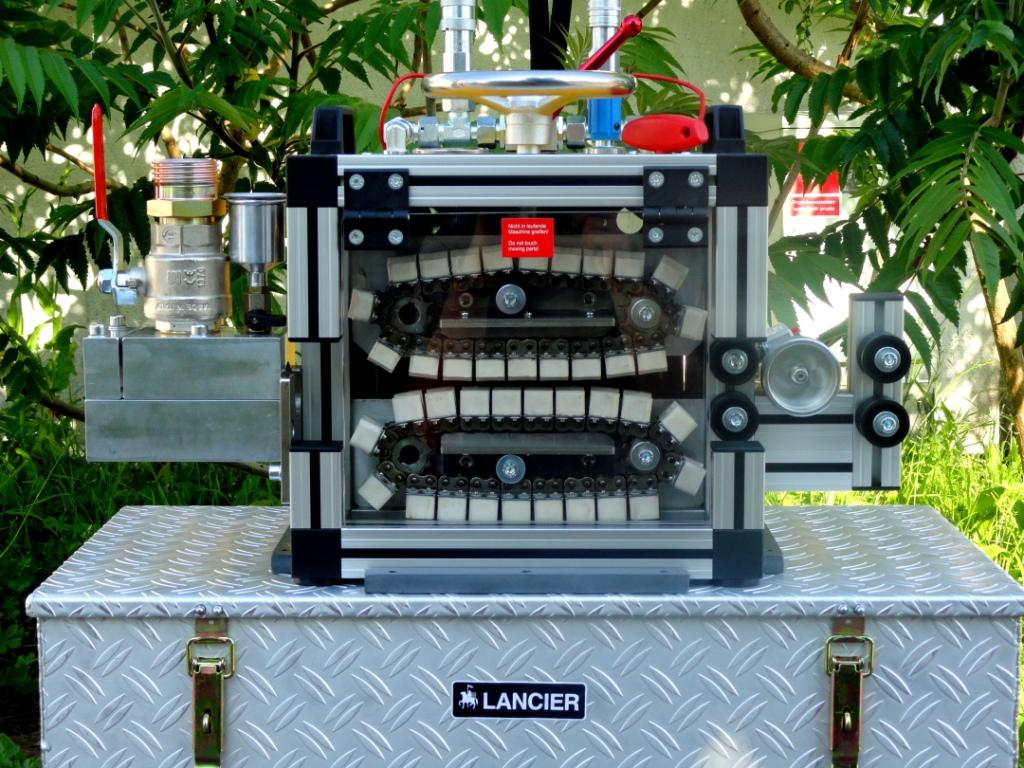
Wdmuchiwarka gąsienicowa do kabli klasycznych

## Historia
Pierwsze próby wdmuchiwania kabli zakończone sukcesem zostały przeprowadzone w Wielkiej Brytanii przez British Telekom  oraz w Holandii przez Nederland PTT  w roku 1980.
W Polsce pierwsze wdmuchiwarki do światłowodów  pojawiły się pod koniec lat dziewięćdziesiątych XX wieku.